# Ralf Reinhardt
Ralf Reinhardt (* 1. Mai 1976 in Kyritz) ist ein deutscher Jurist und Politiker. Seit dem 1. August 2010 ist er Landrat des brandenburgischen Kreises Ostprignitz-Ruppin. 2015 wurde er Mitglied der SPD.

## Leben
Ralf Reinhardt legte 1995 sein Abitur am Kyritzer Friedrich-Ludwig-Jahn-Gymnasium ab. Er studierte Jura in Berlin und Oslo.
Nach dem juristischen Staatsexamen bewarb er sich als parteiloser Kandidat um den Posten des Bürgermeisters von Wusterhausen/Dosse. Er gewann am 12. März 2006 im ersten Wahlgang und wurde der seinerzeit jüngste Bürgermeister Brandenburgs.
2010 war er parteiloser Kandidat der SPD für die Landratswahl in Ostprignitz-Ruppin. Nachdem die Direktwahl wegen zu geringer Wahlbeteiligung scheiterte, wählte ihn der Kreistag am 21. Mai 2010 mehrheitlich zum neuen Landrat gegen den Gegenkandidaten Egmont Hamelow (CDU). Er wurde mit Amtsantritt am 1. August jüngster Kreisverwaltungschef Brandenburgs.
Reinhardt ist seitdem Vorsitzender des Aufsichtsrates der kreiseigenen Ruppiner Kliniken. In seiner Amtszeit erfolgte unter anderem die Gründung der Medizinischen Hochschule Brandenburg. Die Ruppiner Kliniken sind seitdem ein Hochschulkrankenhaus.
Überdies war Reinhardt von 2012 bis 2017 Vorsitzender der Regionalversammlung der Planungsgemeinschaft Prignitz-Oberhavel.
Reinhardt trat 2018 erneut bei der Landratswahl an. Er gewann die Stichwahl am 6. Mai, verfehlte aber das in der brandenburgischen Kommunalverfassung vorgeschriebene Quorum von 15 Prozent der Wahlberechtigten. Deshalb hatte der Kreistag zu entscheiden. Im Vorfeld der Wahlsitzung verbündeten sich CDU und Linke mit dem Kreisbauernverband und freien Wählergruppen, um mit ihrer Mehrheit Egmont Hamelow zum neuen Landrat zu küren. Der Vorstoß scheiterte am 6. September 2018. Es kam im entscheidenden Wahlgang zu einem Patt. Per Losentscheid wurde Reinhardt für weitere acht Jahre im Amt betätigt.
Reinhardt lebt in Vehlow, einem Ortsteil der Gemeinde Gumtow im Landkreis Prignitz. Er ist Mitglied der Gemeindevertretung von Gumtow.

## Korruptionsvorwürfe 2025
Schon 2024 berichtete die Berliner Zeitung von überhöhten Zahlungen für Flüchtlingsunterkünfte durch den Landkreis Ostprignitz-Ruppin. Reinhardt wollte sich nicht dazu äußern und verwies auf Vertragsinhalte.
Seit August 2025 sieht sich der Politiker schweren Anschuldigungen durch das Medienportal NiUS ausgesetzt. Im Mittelpunkt steht der Verdacht, er habe sich an der sogenannten Asylindustrie bereichert, indem er Staatsaufträge an Unternehmer mit zweifelhafter Vergangenheit vergeben habe. Dabei wurden kritische Stimmen in der Zivilgesellschaft systematisch eingeschüchtert. Weiterhin wird ihm ein mangelhafter Charakter vorgeworfen, da er einerseits die finanzielle Gesamtsituation des Kreises kritisierte und andererseits die Ausgaben für Asylleistungen signifikant erhöht habe. Die AfD Brandenburg hat bereits eine umfangreiche Anfrage gestellt, deren Beantwortung für den Herbst 2025 erwartet wird.